# Régiment d'Angoulême
Pour les articles homonymes, voir Régiment d'Angoulême (homonymie).
Le régiment d'Angoulême est un régiment d'infanterie du royaume de France, créé en 1775 par dédoublement du régiment de Touraine, créé en 1625 sous le nom de régiment de Plessis-Joigny, devenu sous la Révolution le 34e régiment d'infanterie de ligne.

## Création et différentes dénominations
- 29 avril 1625 : création du régiment de Plessis-Joigny
- 26 mai 1626 : le régiment est réformé
- 28 juillet 1627 : le régiment de Plessis-Joigny est rétabli
- octobre 1632 : Le régiment prend le nom de régiment de Sainte-Offange
- 19 juillet 1635 : Le régiment prend le nom de régiment de La Frézelière
- mai 1636 : Le régiment prend le nom de régiment de Touraine
- décembre 1650 : Le régiment prend le nom de régiment d'Amboise
- 1653 : Le régiment prend le nom de régiment de Kercado
- 1er juillet 1654 : Le régiment prend le nom de régiment de Chambellay
- 1667 : Le régiment prend le nom de régiment de Montaigu
- 1673 : Le régiment prend le nom de régiment de Touraine
- 26 avril 1775 : création du régiment de Savoie-Carignan à partir des 2e et 4e bataillons du régiment de Touraine
- 20 novembre 1785 : renommé régiment d'Angoulême
- 1er janvier 1791 : renommé 34e régiment d'infanterie de ligne

## Colonels et mestres de camp
- 29 avril 1625 : Timoléon de Congressans, baron du Plessis-Joigny
- octobre 1632 : Philippe de La Poeze, baron de Sainte-Offange[Note 1]
- 19 juillet 1635 : Isaac Frézeau, marquis de La Frézelière[1],[Note 2]
- juillet 1639 : Antoine de Neuilly d’Amboise[Note 3]
- décembre 1650 : Charles Jules de Neuilly d'Amboise[Note 4]
- 1653 : N. Le Sénéchal, comte de Kercado
- 1er juillet 1654 : François Sidrac de Chambellay[Note 5]
- mai 1667 : N. marquis de Montaigut
- 1673 : François Frézeau, marquis de La Frézelière[2]
- août 1675 : Jean Hubert Frézeau, chevalier de La Frézelière[Note 6]
- 1677 : François Frézeau, marquis de La Frézelière[Note 7]
- 23 septembre 1680 : Jean de Bonnac, marquis d'Usson[Note 8]
- 30 janvier 1691 : Jean Louis Guillemin de Courchamp, comte d'Igny
- 28 février 1703 : Jean-Baptiste François Desmarets, comte de Maillebois
- 15 mars 1718 : Charles François de Montmorency, duc de Luxembourg
- 16 avril 1738 : Charles François Christian de Montmorency-Luxembourg, prince de Tingry[Note 9]
- 8 juin 1744 : Charles Anne Sigismond de Montmorency-Luxembourg, duc d’Olonne[Note 10]
- 1er février 1749 : Anne François de Montmorency-Luxembourg, duc de Montmorency[Note 11]
- 20 juin 1761 : Louis François Joseph, comte de Montmorency-Logny[Note 12]
- 3 janvier 1770 : Anne Alexandre Marie Sulpice Joseph de Montmorency, marquis de Laval[Note 13]
- 26 avril 1775 : Jean Jacques des Combaux de La Motte, comte de Troussebois-Baillard[Note 14].
- 10 mars 1788 : Jean Louis de Raffin[Note 15]
- 23 avril 1789 : Armand Sigismond Félicité Marie, comte de Serent
- 21 octobre 1791 : Simon François de Bisson[Note 16]
- 23 novembre 1791 : Louis Antoine Choin de Montgay, baron de Montchoisy

## Historique des garnisons, combats et batailles du régiment

### Régiment de Plessis-Joigny (1625-1632)

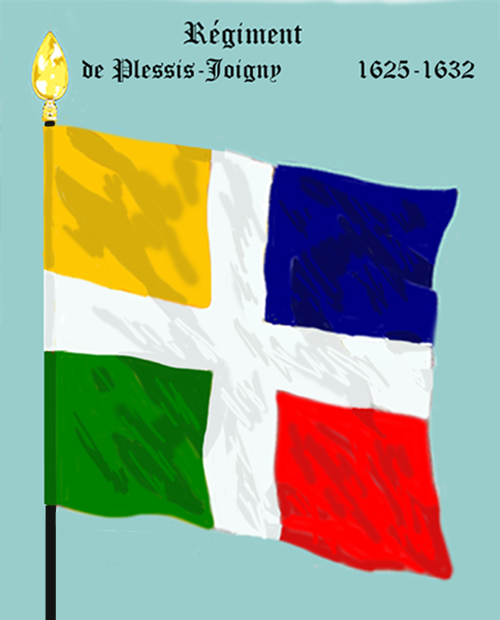
de 1625 à 1632

#### Rébellions huguenotes
A la fin de 1624, les Rochelais, irrités contre les travaux que l'on continuait de faire au Fort-Louis, après avoir vainement réclamé la démolition de ce fort, recommencèrent les hostilités et armèrent des vaisseaux qui allèrent au mois de janvier 1625 attaque le Port-Blavet en Bretagne, cette province étant complètement dégarnie de troupes. Le roi y envoie le maréchal de Bassompierre, qui, en passant à Angers, pressa le baron du Plessis-Joigny (ou Plessis-Juigné), gouverneur de cette ville, de faire des levées et de former un régiment de pied. Le baron prend alors pour noyau de ce régiment une vieille compagnie de garnison, qui était depuis longtemps au château d'Angers et qui lui appartenait, et il y ajouta neuf compagnies de nouvelle levée. Il n'eut sa commission régulière de mestre de camp que le 29 avril 1625, mais le corps compta son ancienneté à partir du 17 janvier 1625.
L'expédition des Rochelais en Bretagne n'ayant pas eu de suite, le régiment resta à Angers et est réformé le 26 mai 1626.
Rétabli le 28 juillet 1627, il est envoyé devant La Rochelle et sert, cette année et la suivante, au siège de cette ville. Après la soumission de La Rochelle, il est mis en garnison à l'île d'Oléron qu'il quitte au début de 1630 pour rejoindre l'armée de Savoie.

#### Guerre de Succession de Mantoue
Dans le cadre de la guerre de Succession de Mantoue, il occupe Saint-Jean-de-Maurienne pendant une partie de cette campagne, puis, le 15 août 1630, il en sort avec le maréchal de Schomberg qui voulait surprendre Veillane. Le 19, à l'aube, il arrive aux portes de la ville, l'attaque commence immédiatement, et tous les extérieurs sont emportés d'emblée. Le « régiment de Plessis-Joigny » s'empare des deux faubourgs des Chartreux et des Capucins, sans autre perte qu'un soldat tué et un autre blessé. Le château capitule huit jours après.
En 1631, le régiment suit le roi en Lorraine et passe l'hiver en Alsace.

### Régiment de Sainte-Offange (1632-1635)

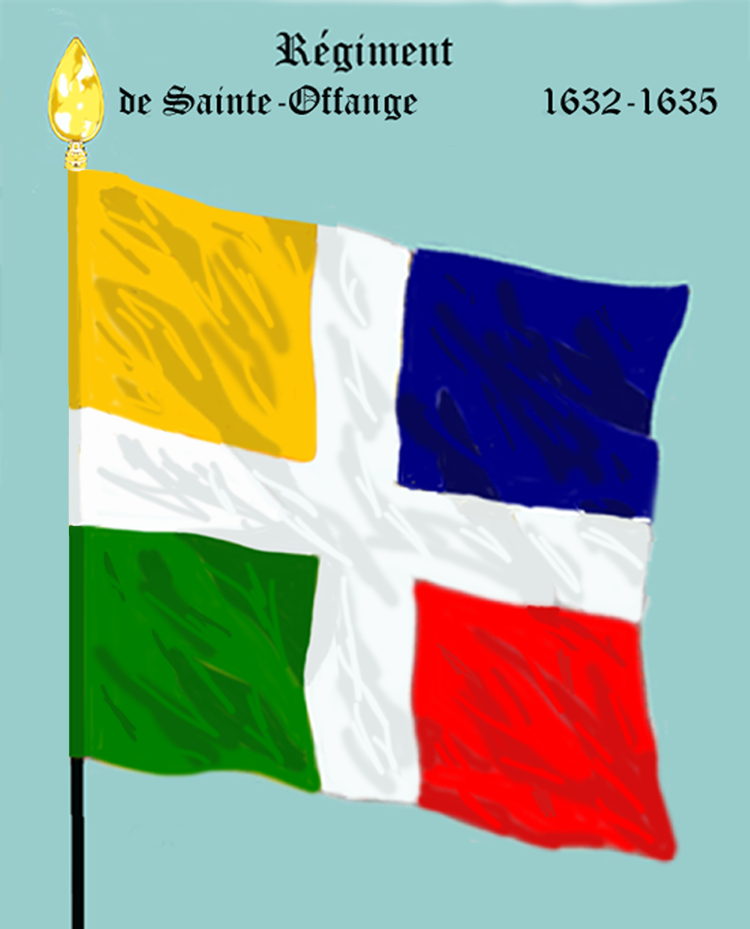
de 1632 à 1635

#### Guerre Trente Ans
En 1632, dans le cadre de la guerre de Trente Ans, il fait partie de l'armée d'Allemagne, tombe dans une embuscade de la garnison d'Haguenau, et son mestre de camp est remplacé en octobre par le premier capitaine du corps, Philippe de La Poeze, baron de Sainte-Offange, vieil officier dont Louis XIII se souvint étant alors occupé au siège de Béziers.
En 1633 et 1634 le régiment sert en Lorraine et se trouve aux dernières opérations du siège de La Mothe, et en septembre 1634, il joint à Rambervillers l'armée qu'assemblait le maréchal de Rohan.

#### Guerre franco-espagnole
Il fait la campagne d'hiver dans la Haute-Alsace et, au mois d'avril 1635, il se dirige à travers la Suisse vers la Valteline. Les hostilités commencèrent au mois de juin. Le mestre de camp Philippe de La Poeze, baron de Sainte-Offange est tué à la première rencontre. Quand le duc de Rohan, qui s'était retiré dans la
Haute-Engadine, voulut rentrer dans le val de Livigno où les Impériaux s'étaient retranchés, il comprit la nécessité de s'emparer d'abord de la montagne
de Cassanna. Il choisit pour cette entreprise Isaac Frézeau, marquis de La Frézelière, « un gentilhomme plein de courage et d'ambition, qui sollicitait le régiment et qui brûlait du désir de se signaler ». Cet officier partit à minuit avec les 700 hommes qui composaient alors le corps, se porta au val Federia et gagna la montagne dont il se rendit maître malgré la vive résistance des Espagnols. Il tourna ensuite à gauche et vint s'établir sur le point, d'où il pouvait le mieux dominer ceux qui gardaient le val de Luvigno. Dès que Rohan jugea que La Frézelière avait exécuté son mouvement, il marcha droit à l'ennemi, qui se voyant attaqué par la vallée et par les hauteurs, lâcha pied après avoir défendu pendant une heure le passage de la petite rivière de Spol. Le 3 juillet, le général français attaqua l'armée impériale à Mazzo, malgré le renfort du corps espagnol de Serbelloni et le marquis de La Frézelière fait encore des ravages à ce combat.

### Régiment de La Frézelière (1635-1636)

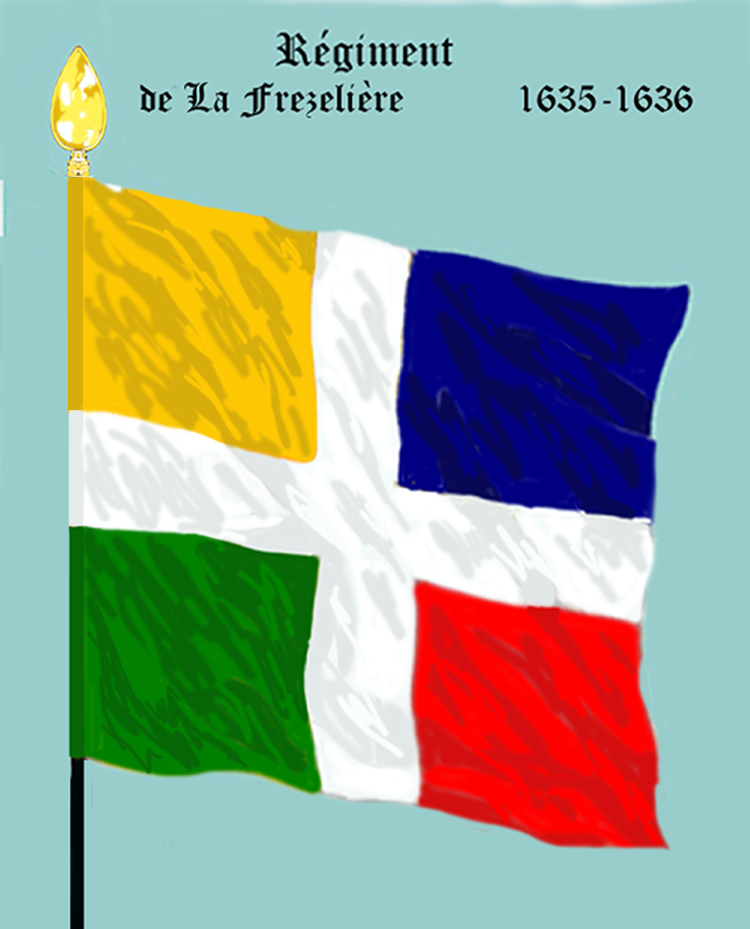
de 1635 à 1636

#### Guerre franco-espagnole
Le 19 du même mois, commença l'attaque contre le fort des Bains de Bormio défendu par 400 Allemands. Le régiment rivalisa dans ce combat avec le régiment de Montausier d'audace et de vigueur, permettant d'emporter le poste et Isaac Frézeau, marquis de La Frézelière est nommé, ce jour même, mestre de camp des soldats qu'il avait si bien commandés. Cependant les Impériaux reçurent des renforts et rentrèrent en campagne au mois d'octobre. Le 31 de ce mois est livré la de Serravalle. Le « régiment de La Frézelière » qui était tête de colonne ce jour-là, déboucha le premier dans la plaine. Les Impériaux firent d'abord bonne contenance, et leur cavalerie se présenta en bon ordre pour charger les Français ; mais ceux- ci avaient l'ascendant moral pour eux, et le régiment présenta à l'ennemi un rempart de piques si serrées et si bravement tenues, qu'il s'arrêta et bientôt tourna bride. Le reste de l'armée française entrait en même temps en ligne, et les Impériaux, saisis à sa vue d'une terreur panique, jetèrent bas leurs armes et s'enfuirent dans le plus grand désordre. Ils étaient 6 700 hommes qui ne tinrent pas une heure contre 3 400 Français harassés de fatigue, et dont la moitié à peine eut le temps de prendre part au combat. Le les poursuivit de près et leur tue 1 500 hommes. Le 10 novembre, l'armée française bat encore les Espagnols de Serbelloni à Bataille de Morbegno où ils s'étaient retranchés. Le marquis de La Frézelière est chargé de la
troisième attaque et il détache à cet effet cent mousquetaires qui devaient pénétrer dans un petit bois et prendre l'ennemi en flanc. Ces dispositions eurent un succès complet, et, dans cette journée où la victoire fut disputée, le régiment culbute tout ce qui se trouva sur son passage, et va au secours du régiment de Montausier qui rencontrait une sérieuse résistance aux murailles de Morbegno. A son arrivée, la face du combat changea, tous les obstacles sont renversés, et l'armée espagnole est mise dans une affreuse déroute.
En 1636, le  « régiment de La Frézelière » prend part aux nombreux combats livrés au mois d'avril sur les bords du lac de Côme. Il se distingue surtout dans une lutte acharnée qu'il soutient près de Tremole, contre deux bataillons espagnols. La poudre vint à lui manquer et il est obligé de se retirer dans le village d'Albonig, mais les Espagnols le suivent. Le régiment se retourne alors sur eux l'épée à la main si brusquement et les serre de si près, que leurs mousquets leur deviennent inutiles. La mêlée est horrible, mais enfin le succès de la manœuvre du régiment est si complet, que quelques Espagnols à peine parvinrent à gagner le fort de Dache.

### Régiment de Touraine (1636-1650)

#### Guerre franco-espagnole

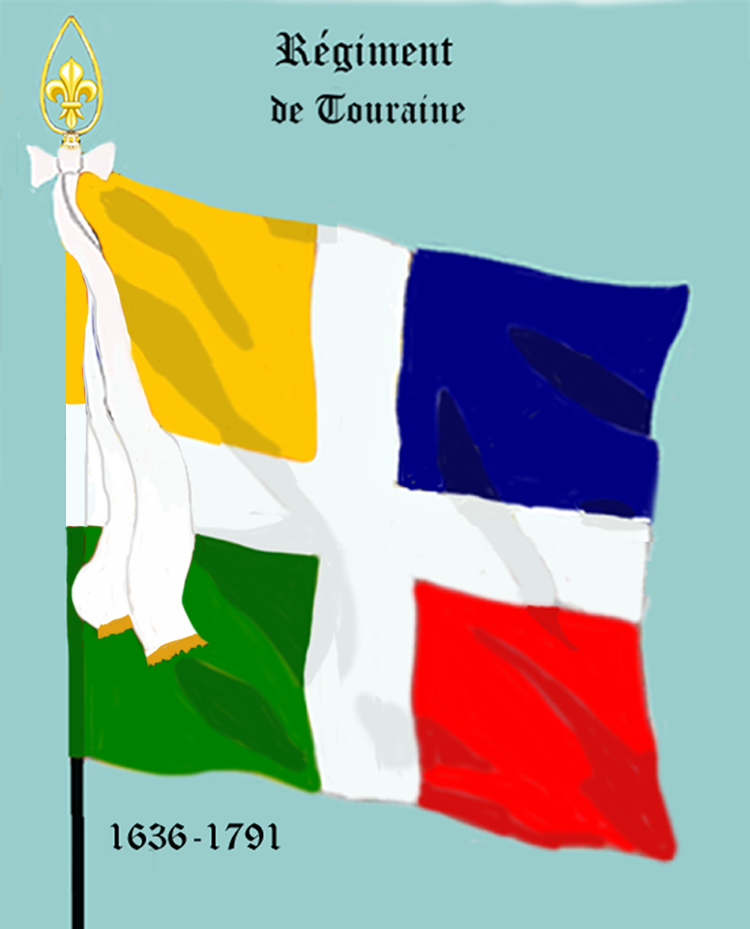
de 1636 à 1791

La brillante conduite du corps depuis deux ans lui vaux le drapeau blanc qu'il reçoit, comme les régiments de Bourdonné et de Montausier, au mois de mai 1636 et dans le même temps le régiment est porté à 20 compagnies et il prend le titre de la province de Touraine, devenant le « régiment de Touraine ». A la fin de mai 1636, le duc de Rohan descend avec son armée dans le Milanais. Celle-ci eut de bonne heure ses quartiers d'hiver au pays de Gex.
Le « régiment de Touraine » passe une partie de l'année 1637 dans ces quartiers, puis il est appelé en Italie où il se trouve à la défense d'Asti et au combat de Montebaldone.
En 1638 il contribue à la prise et à la défense de Brema et au secours de Verceil. Le 10 février 1638 le régiment est porté à 30 compagnies.
L'année suivante, on le trouve à l'attaque des retranchements de Cencio, au secours de Casal, au siège de Chivasso et au combat de la route de Quiers. Au mois d'octobre, il fait partie du secours envoyé en Roussillon pour dégager la ville de Salces, et il se trouve le 2 novembre à l'attaque infructueuse des retranchements espagnols, ou son nouveau mestre de camp, Antoine de Neuilly d'Amboise, y est blessé d'une mousquetade.
Revenu en Piémont avant l'hiver, le « régiment de Touraine » entre en garnison dans la citadelle de Turin et prend ainsi part aux actions du fameux siège de 1640.
Lorsque l'armée française eut chassé les Espagnols de la ville, la garde lui en est confiée.
En 1641, il part faire le siège d'Ivrée, contribue à la soumission de Ceva, Piannezza et Mondovi, et assiste le 29 juillet à l'investissement de Coni qui ouvre bientôt ses portes.
En 1642, il est à la prise de Crescentino et de Nice de la Paille, et fait le siège du château de Tortone. Dans cette dernière opération, il est à la même attaque que le régiment de Nérestang et fait des merveilles à l'assaut du 15 novembre.
La campagne de 1643 est glorieuse pour le « régiment de Touraine ». C'est à sa valeur que l'on doit la prise de Trino. Dans la nuit du 23 au 24 août, il repousse par trois fois avec un rare courage une grande sortie exécutée sur les travailleurs. Le mestre de camp Antoine de Neuilly d'Amboise s'y fait remarquer par sa fermeté et par l'élan qu'il sut donner à son monde. Trino capitule le 24 septembre. Le « régiment de Touraine » y entre le 27, et y reste en garnison jusqu'au mois de janvier 1650.
Le mestre de camp Antoine de Neuilly d'Amboise, qui avait obtenu le grade de maréchal de camp, le 30 août, pour sa conduite dans les combats du 23 au 24 août, y est établi en qualité de gouverneur par le prince Thomas de Savoie sur un ordre exprès de la cour. Le régiment qui avait dans le même temps été réduit de trente compagnies à vingt, fait souvent des courses aux environs contre les garnisons espagnoles voisines, et se rend surtout terrible à celle de Verceil. Il la bat plusieurs fois, et l'anéantit presque, le 1er mars 1648, lors d'un combat.
A la mort mestre de camp Antoine de Neuilly d'Amboise en décembre 1650, le régiment qui était rentré en France depuis un an et qui était cantonné aux environs de Paris, est donné à Charles Jules de Neuilly d'Amboise, son fils, en considération des services de son père.

### Régiment d'Amboise (1650-1653)

#### Guerre franco-espagnole - Fronde
Pendant les désordres de la Fronde, plusieurs mestres de camp de régiments de provinces, profitèrent de l'affaiblissement de l'autorité pour faire porter leurs propres noms aux corps qu'ils commandaient.

C'est ce qui est arrivé au « régiment de Touraine », qui pendant plus de vingt ans ne paraît plus sous ce titre et 1650 en prend le nom de « régiment d'Amboise » et qui se retrouve en 1652, en Piémont.

### Régiment de Kerkado (1653-1654)

#### Guerre franco-espagnole - Fronde
En 1653, passé sous le commandement du mestre de camp N. Le Sénéchal, comte de Kercado il s'appelle « régiment de Kercado ».
Le comte de Kercado, est tué l'année suivante au siège de Stenay, où il servait comme volontaire.

### Régiment de Chambellay (1654-1667)

#### Guerre franco-espagnole
Le 1er juillet 1654, il devient « régiment de Chambellay », et passe la même année de l'armée de Piémont à celle de Catalogne.
Il retourne en Italie en 1655, et sert au siège de Pavie.
En 1656, il est à la prise de Valencia et n 1657, il participe au secours de cette ville, au siège d'Alexandrie et à la prise des châteaux de Varas et de Novi .
Il fait la dernière campagne de cette longue guerre en Catalogne, et il demeure dans cette province jusqu'à la ratification du traité des Pyrénées.

#### Période de paix
Rentré en France à cette époque, il est mis en garnison à Blaye et réduit à quatre compagnies, qui prennent part, en septembre 1661, à la répression des troubles de Montauban.
Les règlements de 1666 et 1670 classe définitivement le régiment au 19e rang, après le régiment de Crussol.

### Régiment de Montaigut(1667-1673)

#### Guerre de Candie
Devenu « régiment de Montaigut » en 1667, il fait partie, en 1669, des quatorze régiments qui s'embarquent à Toulon pour aller au secours des Vénitiens assiégés dans Candie par les Turcs. Il rentre en France la même année, et est mis en garnison dans les places de la Picardie et de la Flandre, où il demeure jusqu'en 1673.

### Régiment de Touraine (1673-1775)

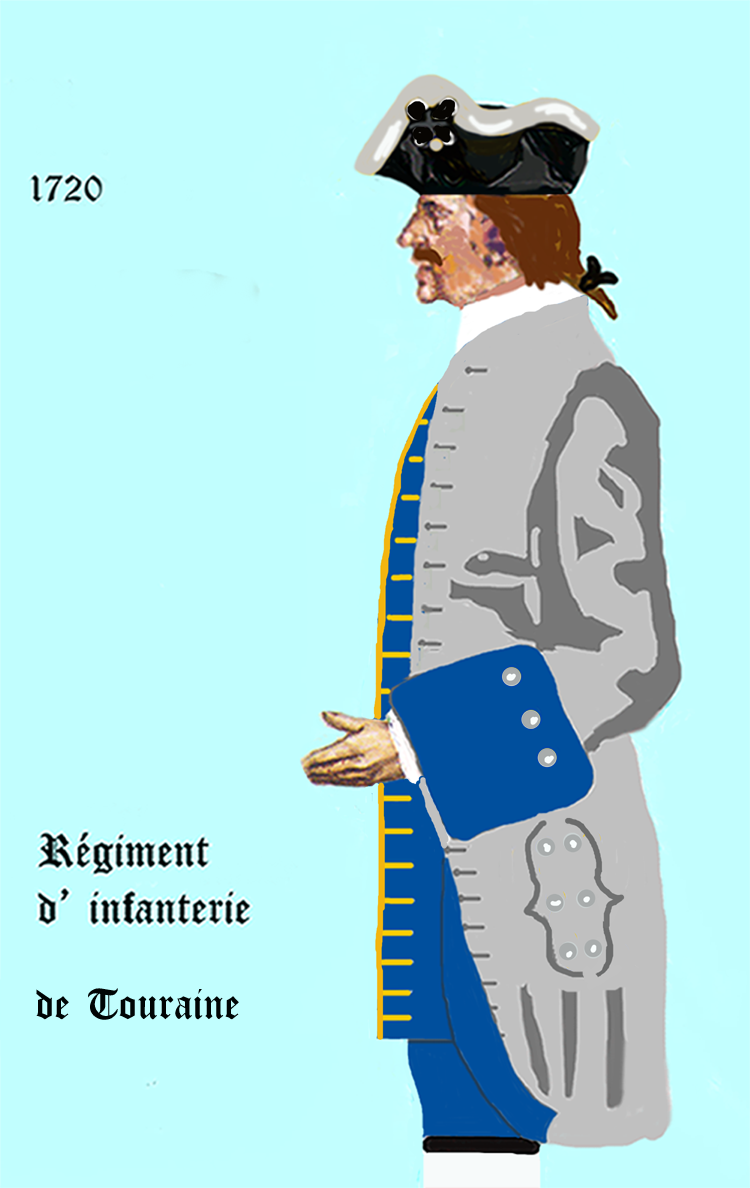
de 1720 à 1734
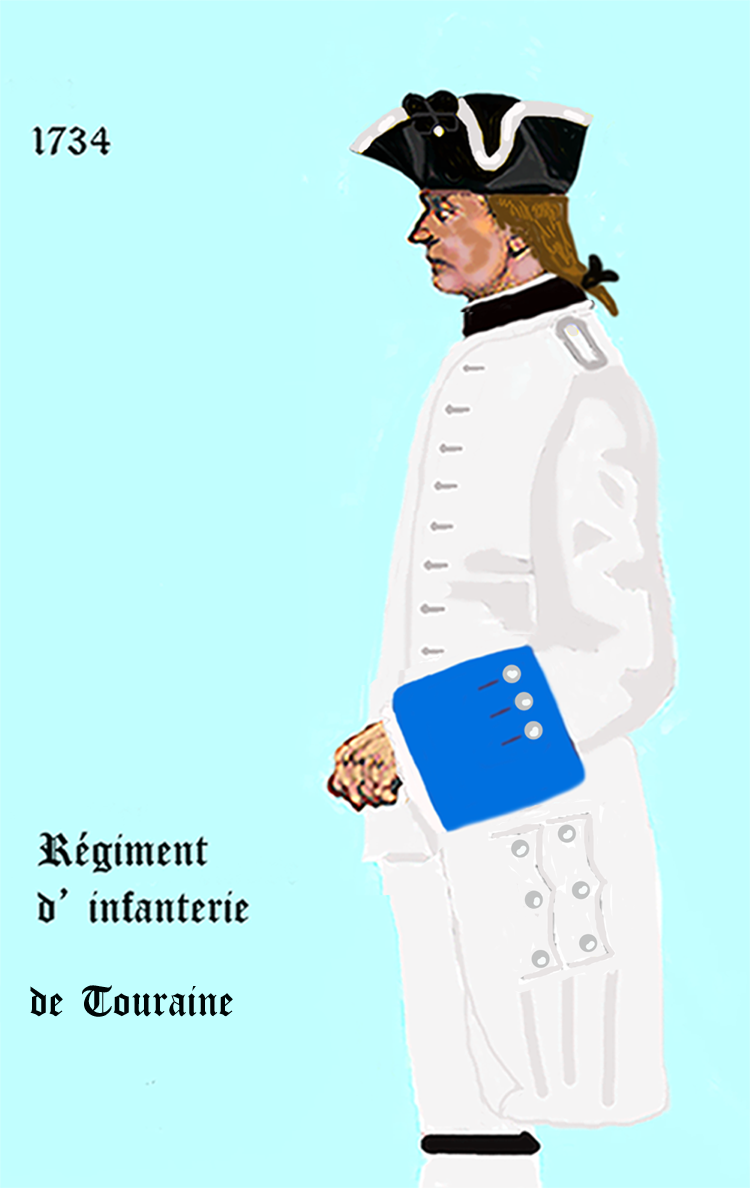
de 1734 à 1757
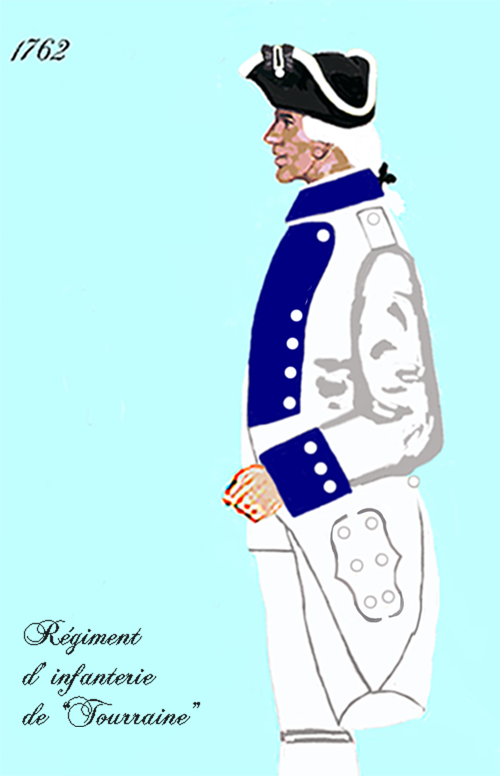
de 1762 à 1776
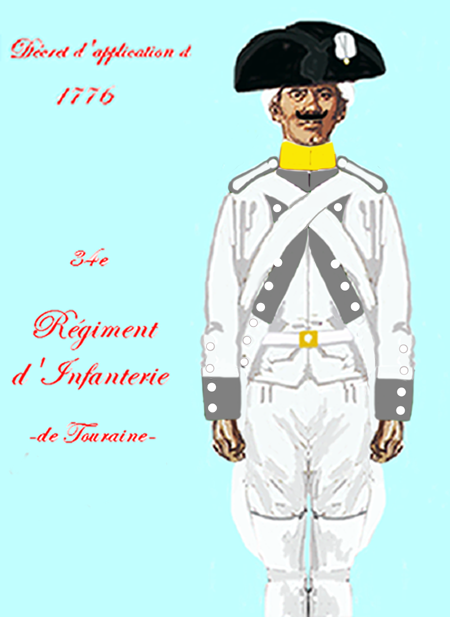
de 1776 à 1779
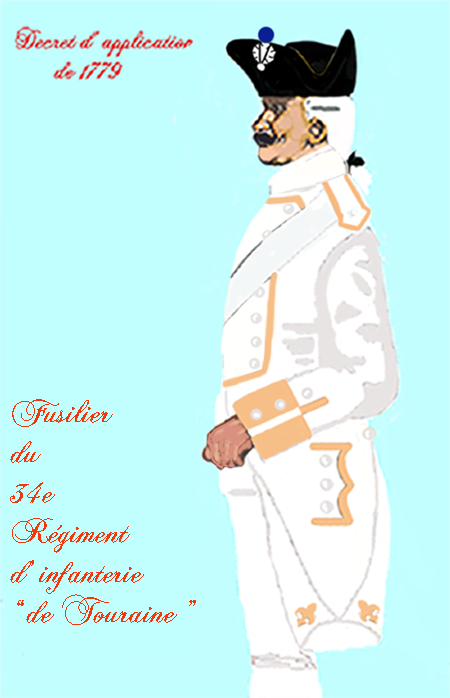
de 1779 à 1791

En 1673, le régiment est donné à François Frézeau, marquis de La Frézelière petit-fils de l'ancien mestre de camp tué en 1639 au siège d'Hesdin. Le régiment reprend à cette occasion le nom de « régiment de Touraine » pour ne plus le quitter.

#### Guerre de Hollande
Pendant toute cette guerre, on trouve le régiment presque exclusivement employé à la garde et au service de l'artillerie, concurremment avec le régiment des Fusiliers du Roi. Il fait ainsi la campagne de 1674 en Flandre sous le commandement du prince de Condé.
Il se trouve en mai 1675 au camp de Charleville sous le maréchal de Créqui puis il passe ensuite sous l'autorité de Turenne, qui lui donna la garde des ponts du Rhin. Le 1er septembre un détachement prend part à un combat d'avant-postes, près de Mutzig, où sept escadrons impériaux sont défaits.
Le 11 janvier 1676, un bataillon prend part à l'attaque de la ville de Deux-Ponts et y est laissé en garnison. Le reste du corps servit sur le Rhin avec le maréchal de Luxembourg.
En 1677, le « régiment de Touraine » passe à l'armée de Flandre et fait le siège de Valenciennes. Il s'y distingue si particulièrement au fameux assaut livré à cette place, que le roi, pour perpétuer le souvenir de l'aide que le régiment avait donné aux Mousquetaires, voulut que le corps portât la poche à la mousquetaire privilège qui fut depuis renouvelé plusieurs fois. 
L'uniforme du « régiment de Touraine » est ainsi fixé : habit et culotte blancs ou gris blancs ; parements, veste et collet bleu de roi, boutons blancs ; doubles poches, garnies de six boutons, et cinq sur la manche, chapeau bordé d'argent.
Après la prise de Valenciennes, le « régiment de Touraine » fait partie du corps particulier aux ordres du duc d'Orléans, qui met le siège devant Saint-Omer. Il y ouvre la tranchée, avec le régiment de Navarre, dans la nuit du 4 au 5 avril. Le 11, il reste à la garde des travaux, pendant que le duc d'Orléans bat à Cassel le prince d'Orange qui était venu troubler les opérations du siège. Le 18, Jean Hubert Frézeau, chevalier de La Frézelière, en marchant avec une partie de son régiment à l'attaque du chemin couvert, s'avança imprudemment jusqu'aux palissades, d'où les ennemis faisaient un grand feu, et il est tué d'un coup de mousquet. Son père, François Frézeau, marquis de La Frézelière le remplace.
La campagne de Flandre terminée, le régiment va rejoindre l'armée du maréchal de Créqui en Allemagne et reste attaché au service de l'artillerie jusqu'à la paix. Il fait au mois de novembre le siège de Fribourg.
Le 17 janvier 1678, un détachement défait un corps allemand retranché à Breitnau et emporte, le même jour, le fort de l'Estoile, après un rude combat. Le 7 juin, en compagnie du régiment de Rouergue, le « régiment de Touraine » s'empare du poste de la montagne Saint-Pierre, passage important vers la Souabe. Le 26 juin, le régiment bat avec quelques pièces de gros calibre et force les châteaux de Rothelin et de Brombach. Le 22 juillet, il est à l'attaque des retranchements des ennemis sur la Kinzig et contribue, au mois d'août à la prise de Kelh et, le 15 octobre, il fait tomber les murailles du château de Lichtemberg jugé jusqu'alors imprenable.

#### Guerre des Réunions
Le 1er mai 1681 le régiment est augmenté d'un bataillon de 15 compagnies.
En 1683, le « régiment de Touraine » fait partie du camp de la Sarre.
En 1684, dans le cadre de la guerre des Réunions, il prend part à la conquête de Luxembourg. Le 15 septembre 1684, après la trêve de Ratisbonne, le régiment est réduit à un bataillon de 15 compagnies ordinaires et d'une (ou deux) compagnie de grenadiers.

#### Guerre de la Ligue d'Augsbourg
En 1688 , dans le cadre de la guerre de la Ligue d'Augsbourg, il fait partie de l'armée commandée par le dauphin et sert aux prises de Philippsburg,
de Mannheim et de Frankenthal et passe l'hiver suivant à Mézières et Charleville.
En 1689,il contribue à la conquête du Palatinat, revient ensuite sur la Meuse avec le régiment de Boufflers-Wallon, et se trouve à la
bataille de Walcourt. Revenu dans le Palatinat pendant le siège de Mayence, il est détaché de l'armée du maréchal de Duras pour aller s'emparer de Brücksaal qui se rend après quelques coups de canon.
Le régiment commence la campagne de 1690 sur la Moselle, puis il rejoint ensuite l'armée du maréchal de Luxembourg et se distingue le 1er juillet à la bataille de Fleurus. Il était de brigade avec le régiment de Champagne et prend six canons à l'ennemi. Il prend cette année ses quartiers d'hiver à Furnes.
En 1691, il continue de servir à l'armée de Flandre et fait le siège de Mons, où il est de nouveau employé au service de l'artillerie. Après la prise de Mons, le « régiment de Touraine » est envoyé à l'armée d'Allemagne. Le 14 novembre 1691, 3 compagnies du régiment sont employées à la formation du régiment de Chartres.
En 1692, il est appelé en Normandie pour le service des batteries de côtes, les bataillons du régiment des Fusiliers du Roi étant alors tous occupés dans les armées actives.
En 1693, le régiment de Touraine fait partie du renfort envoyé en Piémont au maréchal de Catinat. Lorsque le régiment arrive sur cette frontière, le prince Eugène menaçait Pignerol. Les trois bataillons de sa brigade sont laissés à la garde du défilé de Pérouse, où ils sont bientôt attaqués par des forces supérieures. Après une vigoureuse résistance, ils se replient sur le gros de l'armée, et quelques de jours après, ils combattent en première ligne à La Marsaglia.
Les affaires, se trouvant rétablies en Italie par le succès de cette journée, le régiment passe, en 1694, en Catalogne, et se trouve cette année au bataille du Ter et aux prises de Gérone (ca), de Palamos, d'Ostalrich et de Castelfollit .
L'année suivante, il est à la défense de Palamos et d'Ostalrich et se distingue au secours de Castelfollit, en attaquant de front avec le régiment de Sault les retranchements des Espagnols. Lorsque ceux-ci levèrent le siège de cette place, le « régiment de Touraine » y est mis en garnison, et il y demeure jusqu'au milieu de 1695.
En 1696, il est renvoyé en Italie pour prendre part au siège de Valencia. La paix ayant été signée peu après avec le duc de Savoie, il revient en Catalogne.
En 1697, il se trouve au siège de Barcelone, durant lequel il se signala à de nombreuses occasions, mais c'est surtout dans la nuit du 23 au 24 juin qu'il rend un éminent service. Une sortie nombreuse venait de se jeter au milieu des travailleurs, les avait dispersés et commençait la destruction des ouvrages, quand le « régiment de Touraine » accourut, engage avec l'ennemi un combat corps à corps, et, après une sanglante mêlée, le rejette dans les fossés de la place, après lui avoir tué 200 hommes. Barcelone capitula le 10 juillet, et, le 11, le « régiment de Touraine » occupe le fort de Montjuïc. La paix générale, signée peu de temps après à Ryswick, ramène le régiment en France.

#### Guerre de Succession d'Espagne
En 1701, dans le cadre de la guerre de Succession d'Espagne, le « régiment de Touraine » est porté à deux bataillons. Au début de cette guerre, un bataillon du régiment de Touraine est envoyé par le maréchal de Boufflers pour défendre la place de Bruxelles puis il sert principalement à l'occupation de la Flandre espagnole.
En 1702, il se trouve, au combat de Nimègue.
En 1703, il se rend à l'armée d'Allemagne et contribue, le 25 février, à la levée du siège de Traërbach, puis à la défense de Bonn, et plus tard au siège de Brisach, au siège de Landau durant lequel il arrête, le 21 octobre, une sortie et la rejette dans le chemin couvert. Le 3 novembre, il attaque, avec le régiment Royal-Italien, la contre-garde de gauche et pénètre jusqu'au retranchement intérieur, et le 15, il se trouve à la bataille du Speyerbach, où est battue l'armée du prince de Hesse-Cassel.
Immédiatement après la capitulation de Landau le « régiment de Touraine » part pour l'Italie. Il y débute, en 1704, par le siège de Suze ou ses grenadiers y emportent les hauteurs de la Brunette. Il contribue ensuite à la soumission de la vallée de Saint-Martin, force le poste de la Rochetaille dans la vallée d'Aoste et passe l'hiver à Pignerol.
Au commencement de 1705, il prend le château de Castello, sert au siège de Villefranche et de son château et participe à la soumission de Nice. Au mois de mai, deux compagnies de grenadiers du régiment qui accompagnent un grand convoi de munitions dirigé de Pignerol sur l'armée, met en fuite 600 Vaudois venus l'attaquer et leur tue 120 hommes. Le régiment se joint ensuite au duc de Vendôme et se trouve sous ce général au siège de Chivasso et à la bataille de Cassano.
Le 19 avril 1706, il combat à Calcinato, où le comte de Reventlow est défait, puis il se rend ensuite devant Turin. Dans son premier jour de garde, le « régiment de Touraine » emporte les lunettes de l'avant-chemin couvert et une contre-garde. Le 7 septembre, le régiment défend bravement la partie des lignes dont la garde lui était confiée ; il n'avait plus que 447 hommes en état de marcher après cette déplorable journée. Pendant la retraite de l'armée, il reste à l'arrière-garde, et arrive dans le défilé de Pérouse, il travaille à rendre le sentier carrossable et sauve l'artillerie qui aurait été perdue sans l'activité qu'il déploya dans cette occasion.
En 1707, le « régiment de Touraine » fait partie de l'armée de Dauphiné. Il est au secours de Toulon menacé par les Autrichiens et les Piémontais. De retour en Dauphiné, après la retraite de l'armée alliée, il détruit trois bataillons allemands retranchés à la Grand-Croix du Montcenis
En 1708, le régiment se rend sur le Rhin et demeure quelque temps cantonné à la Petite-Pierre. Au mois de juillet, il part renforcer l'armée de Flandre qui venait d'être battue à Audenarde. Dès son arrivée sur cette frontière, il se jette dans Lille et y est aussitôt assiégé. Pendant la longue et mémorable défense de cette ville, il montre toujours une bravoure et une discipline admirables, et se distingue d'une manière toute particulière à la sortie du 11 septembre. Pendant trente-sept jours une compagnie du régiment se défend dans la coupure du tenaillon de gauche, et il y soutient quatre assauts.
En 1709 le régiment de Touraine fait la campagne dans le corps commandé par le comte d'Albergotti et il se trouve, le 11 septembre, à la bataille de Malplaquet.
L'année suivante, le régiment partage avec le régiment de Piémont la gloire de la défense de Douai.
En 1712, au moment où les affaires de la France paraissaient désespérées, il est chargé de la garde de Maubeuge. Il quitte cette ville après l'heureuse issue de la journée de Denain, rejoint l'armée victorieuse et contribue à la reprise de Douai, du Quesnoy et de Bouchain.
En 1713, p assé à l'armée d'Allemagne, le « régiment de Touraine » se trouve à la bataille de Spire, à aux conquêtes des villes de Spire, de Worms, de Kaiserslautern et de Landau, à là défaite du général de Vaubonne dans ses retranchements de Fribourg et au siège de Fribourg. Il rentre en France à la paix de Rastadt, et est recomplété par l'incorporation, le 14 janvier 1714, du régiment de Montsoreau, par celle du régiment de Sebbeville effectuée le 19 du même mois, et enfin par celle du régiment de Bellisle accomplie le 19 novembre

#### Guerre de la Quadruple-Alliance
Engagé dans la guerre de la Quadruple-Alliance, le « régiment de Touraine » fait la campagne de 1719 sur les Pyrénées, et prend part aux sièges de Fontarabie, de Saint-Sébastien et d'Urgell, et au blocus de Roses

#### Guerre de Succession de Pologne
En 1732, le régiment se trouve au camp d'Aimeries-sur-Sambre.
En 1733, dans le cadre de la guerre de Succession de Pologne il fait partie de l'armée d'Allemagne et sert au siège du fort de Kelh.
L'année suivante, porté à trois bataillons, il se trouve à la prise de Trarbach, au combat des lignes d'Ettlingen et aux réductions de Philippsbourg et de Worms.
En 1735, il combat à Klausen et passe le reste de la campagne au camp de Saint-Maximin.

#### Guerre de Succession d'Autriche
En juillet 1741, dans le cadre de la guerre de Succession d'Autriche, le « régiment de Touraine » part du Fort-Louis du Rhin pour se rendre en Autriche. Il franchit le Danube à Krems le 25 octobre, mais l'électeur de Bavière, allié à la France, ayant fait un mouvement rétrograde, sa brigade est détachée le 28 à Sierning pour s'assurer du défilé de Moëlech, par où l'armée devait repasser. Il est ensuite chargé de garder la rivière d'Enns dans la Haute-Autriche, pendant la marche de l'armée française sur Prague. A cet effet, les trois bataillons sont placés à Steyr. Cerné dans ce poste, à la fin de décembre, par le corps de Kewenhüller, le régiment parvient à se retirer en bon ordre à Linz, où il entre dans la nuit du 31 décembre au 1er janvier 1742. encerclé dans Linz, il contribue à la belle défense que fait dans cette ville ouverte le comte de Ségur, et doit lui aussi subir les effets de la capitulation que la garnison est contrainte d'accepter. Il prend, ensuite, le chemin de la France à la fin de janvier, sous la condition de ne plus servir pendant un an.
En 1743, le régiment fait partie de l'armée du maréchal de Noailles. Il passe le Rhin à Spire les 26 et 27 avril, et est cantonné à Heidelberg. Le 27 juin, avec le régiment d'Auvergne il combat à Dettingen. Il termine cette campagne en défendant la Basse-Alsace contre les entreprises des Autrichiens, et travaille à la réparation des lignes de la Lauter depuis Schebehart jusqu'au pont de Salmbach .
En 1744, il fait partie de l'armée de Flandre, couvre les opérations du siège de Menin et contribue aux prises d'Ypres et de Furnes. Il se distingue le 23 juin à la prise du chemin couvert d'Ypres. L'armée passe le reste de l'année au camp de Courtrai. Le « régiment de Touraine » est d'abord détaché de ce camp pour protéger quelques brigades de cavalerie qui devaient manger les fourrages du côté de Gand. Il est pour cela établi à Nevele, à la garde d'un pont sur le canal Gand-Bruges, qui assure la communication des fourrageurs avec Courtrai  Cette disposition donne de l'inquiétude aux Alliés pour Gand, et ils font marcher 10 000 hommes sur Nevele. A leur approche, le « régiment de Touraine » doit se replier et rallier le camp de Courtrai.
En 1745, le « régiment de Touraine » fait le siège de Tournai et exécute à la bataille de Fontenoy les mêmes mouvements que le régiment d'Auvergne. Après la prise de Tournai, le régiment sert encore aux sièges d'Audenarde, de Termonde et d'Ath.
En 1746 il commence la campagne par le siège de Namur et reste ensuite pendant quelques mois au camp de Wespelaer, et, le 11 octobre, il combat à Rocoux durant laquelle il s'y distingue à côté du régiment de Champagne, à l'attaque du village d'Ans.
En 1747, le « régiment de Touraine » est porté à quatre bataillons et passe quelques mois au camp de Malines. Le 19 juin, une action fort vive a lieu à l'abbaye de Roosendael (en), entre 600 pandours soutenus par 400 hussards, et les volontaires des régiments de Piémont, de Touraine et de Diesbach. Le 2 juillet, le régiment se trouva à la bataille de Lauffeld, et le 8, il quitte l'armée du roi pour retourner à Malines, pour être mis à la disposition du comte de Lowendal, chargé du siège de Berg-op-Zoom. Le régiment arrive devant cette place le 10 août, et entre immédiatement en ligne en venant au secours de son ancien émule de gloire, le régiment de Montboissier, qui a ce jour-là sur les bras tout le corps de Schwarzenberg dont il achève la déroute. Il ouvre la tranchée dans la nuit du 24 au 25, devant le fort de Roovere (en) entre les deux inondations. Il soutint le 30 une grande sortie et, le 16 septembre, il prend part à l'assaut qui détermine la prise de la ville. Il quitte Berg-op-Zoom dès le 25, pour se rendre au camp de Kapellen où il achève la campagne.
En 1748 le « régiment de Touraine » fait siège de Maastricht, à sous le commandement du comte de Lowendhal.
En 1749, après le traité d'Aix-la-Chapelle, il est réduit à deux bataillons et mis en garnison à Metz.

#### Guerre de Sept Ans
En 1754, il est appelé au camp de Sarrelouis.
En 1757, engagé dans guerre de Sept Ans, il fait partie de l'armée du maréchal d'Estrées. Il se trouve ainsi à la bataille de Hastenbeck et à la conquête du Hanovre. Au mois d'octobre, il part d'Halberstadt, avec le régiment de La Marine, pour aller renforcer l'armée du prince de Soubise qui se trouvait en présence du roi de Prusse. Le « régiment de Touraine » arrive le 31 au camp, et la bataille de Rossbach est
livrée le 5 novembre. Heureusement pour le régiment, il avait été détaché à Ollendorf sous les ordres du comte de Mailly, chargé de harceler le maréchal Keith dans sa retraite sur Leipzig, échappant ainsi au désastre de l'armée, et servit utilement dans sa retraite sur le Rhin. Il est alors cantonné autour de Düsseldorf.
Le 23 juin 1758, le « régiment de Touraine » combat avec beaucoup d'éclat à Krefeld. Posté dans un bois le long de la rivière de Niers, où s'appuyait la gauche de l'armée, il essuie pendant trois heures un feu terrible, repousse trois attaques de l'ennemi, et est finalement obligé de se replier avec de grandes pertes, mais il en avait fait éprouver de plus sensibles encore à l'ennemi. L'armée française se retire sous les murs de Cologne, et répare un peu plus tard son échec de Créfeld à Lutzelberg.
Le 1er août 1759, le régiment déploie encore la même valeur à la bataille de Minden. Il vient au secours de la cavalerie, mise en désordre par le feu de
l'ennemi, et se dévoue pour la sauver. Le 19 novembre, pendant que les ennemis faisaient le siège de Munster, le régiment attaque un de leurs quartiers à Albachten (de) et le met en déroute.
En 1760, durant la bataille de Warburg, le « régiment de Touraine » se dévoue comme l'année précédente à Minden. Le combat se soutenait depuis quatre heures malgré la supériorité
des forces de l'ennemi, quand les généraux français s'aperçurent que des troupes anglo-hanovriennes filaient par les ponts de la Diemel pour nous prendre à revers. Le danger devenant pressant, le chevalier du Muy y envoye en toute hâte les « brigades de Touraine » et de Planta suisse , pour assurer la retraite, et ces brigades s'acquittèrent de leur mission. L'armée put aller camper à Wolkmissen, sans que l'ennemi ose la suivre ou l'inquiéter.
Le 3 juillet 1761, le régiment se fait aussi remarquer au combat de Schaffhausen, et le 15 du même mois, il livre avec le régiment de Piémont un glorieux combat à Schedingen, , dont le résultat heureux fut annulé par l'échec de Villingshausen.
Rentré en France en 1762, le « régiment de Touraine » est mis en garnison à Maubeuge et le 10 décembre, lors de la réorganisation des corps d'infanterie français de 1762, il est mis à quatre bataillons par l'incorporation du régiment de Flandre. L'ordonnance arrête également l'habillement et l'équipement du régiment comme suit. Habit, veste et culotte blancs, parements, revers et collet bleus, la poche en long garnie de six  boutons, trois sur la manche, cinq au revers et quatre au-dessous: boutons blancs, avec le no 18. Chapeau bordé d'argent.

#### Période de paix
Après la signature du traité de Paris, il se rend à Valenciennes en mai 1763, puis à Givet en mai 1764, à Calais en novembre 1764, à Strasbourg en octobre 1766 et au camp de Verberie en juillet 1769.
Après la levée de ce camp, il est envoyé à Lille, d'où il passe à Verdun en septembre 1770, à Nancy au mois de décembre de la même année, à Metz en septembre 1772 et à Montpellier en octobre 1774.
C'est donc à Montpellier, que conformément à l'ordonnance du 26 avril 1775, il est partagé en deux régiments :
- les 1er et 3e bataillons continuent de former le « régiment de Touraine » en gardant les drapeaux,
- les 2e et 4e bataillons prennent le titre « régiment de Savoie-Carignan ».

### Régiment de Savoie-Carignan (1775-1785)

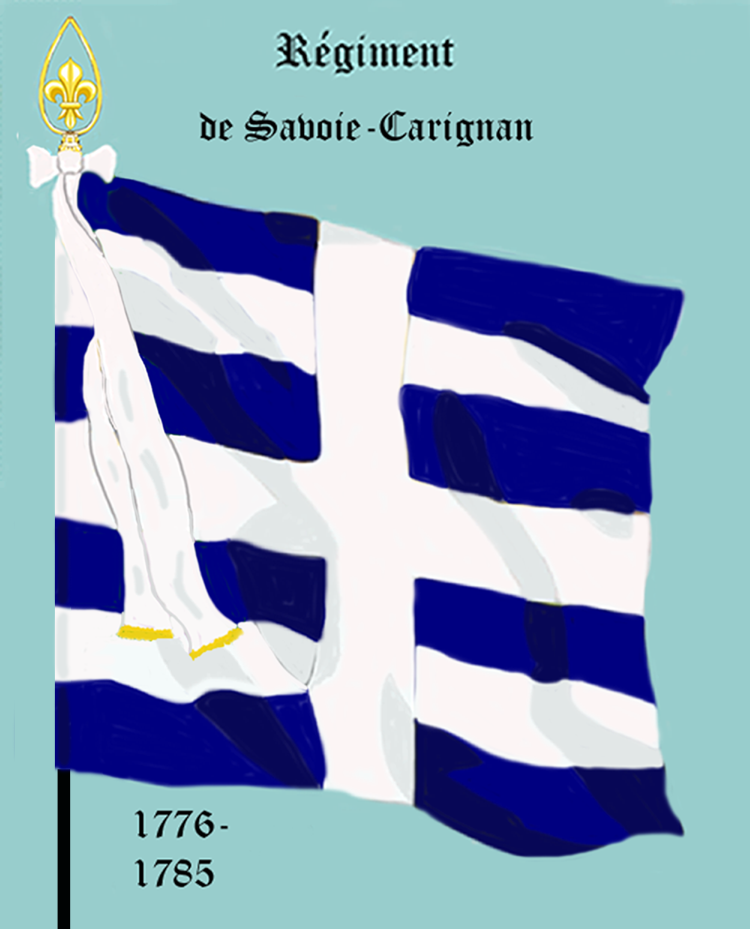
de 1775 à 1785
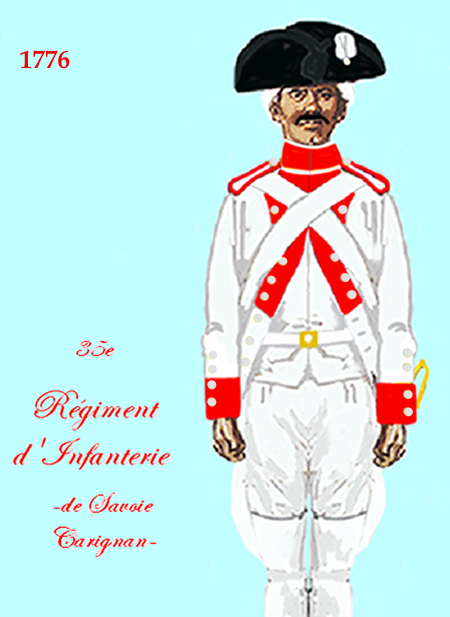
de 1775 à 1779
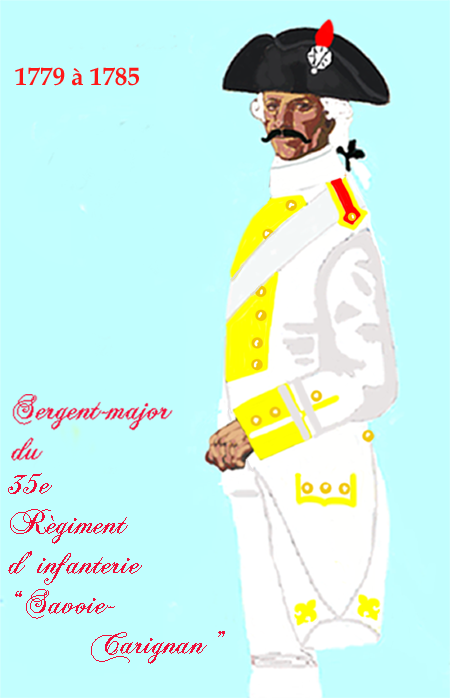
de 1779 à 1785

#### Période de Paix
Le régiment est formé le 26 avril 1775 avec les 2e et 4e bataillons du régiment de Touraine. Il est donné à Eugène Marie Louis de Savoie-Carignan, comte de Villefranca et reçoit le titre de la famille de son colonel-propriétaire : régiment de Savoie-Carignan.
En novembre 1776, il quitte Castelnaudary, où il avait été organisé, et se rend à Maubeuge.
De mai à novembre 1779, il occupe Granville, Pontorson et Avranches, et il va passer l'hiver à Aire et Montreuil.
En mai 1780, il est réuni à Abbeville, qu'il quitte au mois d'octobre pour aller à Douai.
En octobre 1781 il se trouve à Dunkerque puis à Béthune en octobre 1782, à Saint-Jean d'Angély et Rochefort en octobre 1783, à Arras en juillet 1784 et à Aire en novembre 1785.

### Régiment d'Angoulême (1785-1791)
Une ordonnance royale du 20 novembre 1785 donne la propriété de ce corps à Louis Antoine de France, duc d'Angoulême, ce qui apporta des modifications à son titre et à sa tenue. Il prend alors le nom de « régiment d'Angoulême » et le revers écarlate, couleur affectée aux régiments des princes. Les tambours ont la livrée du duc d'Angoulême et les drapeaux sont composés, dans chaque quartier, de trois bandes horizontales, une bande blanche entre deux bandes bleu de roi. Son uniforme de 1775 à 1779, avait collet, revers et parements rouge piqué de blanc et les boutons blancs. Pour celui de 1779 à 1785, il fut distingué par les revers et les parements jonquille et les boutons jaunes.

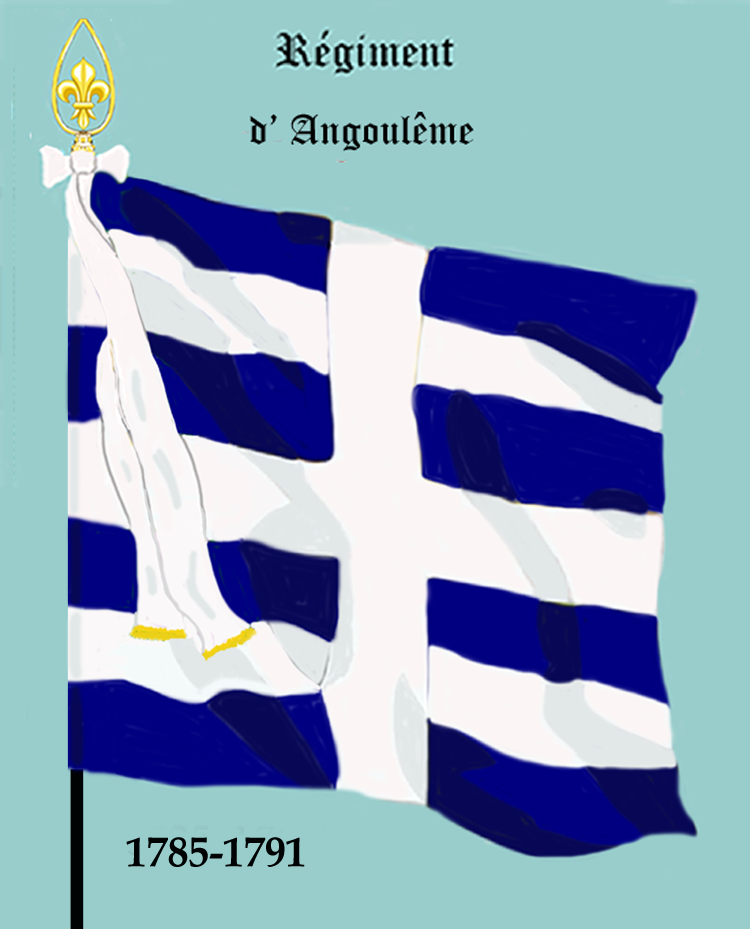
de 1785 à 1791
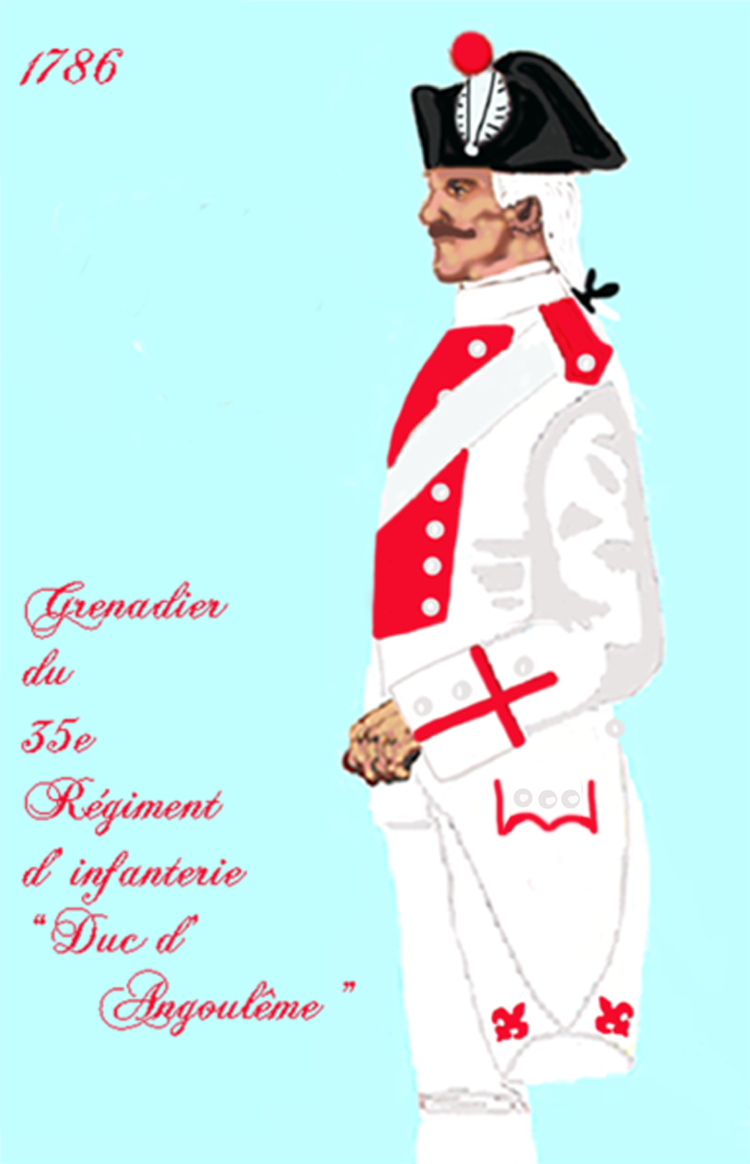
de 1785 à 1791

#### Période de Paix
Le « régiment d'Angoulême »  se rend à Saint-Omer en septembre 1786, à Cambrai en mars 1788  au camp de Saint-Omer au mois de septembre de la même année et à Caen en mai 1789.

### 34erégiment d'infanterie de ligneci-devant Angoulême
L'ordonnance du 1er janvier 1791 fait disparaître les diverses dénominations, et les corps d'infanterie ne sont désormais plus désignés que par le numéro du rang qu'ils occupaient entre eux. Ainsi, 101 régiments sont renommés. Les régiments sont toutefois largement désignés avec le terme ci-devant, comme 34e régiment d'infanterie ci-devant Angoulême.

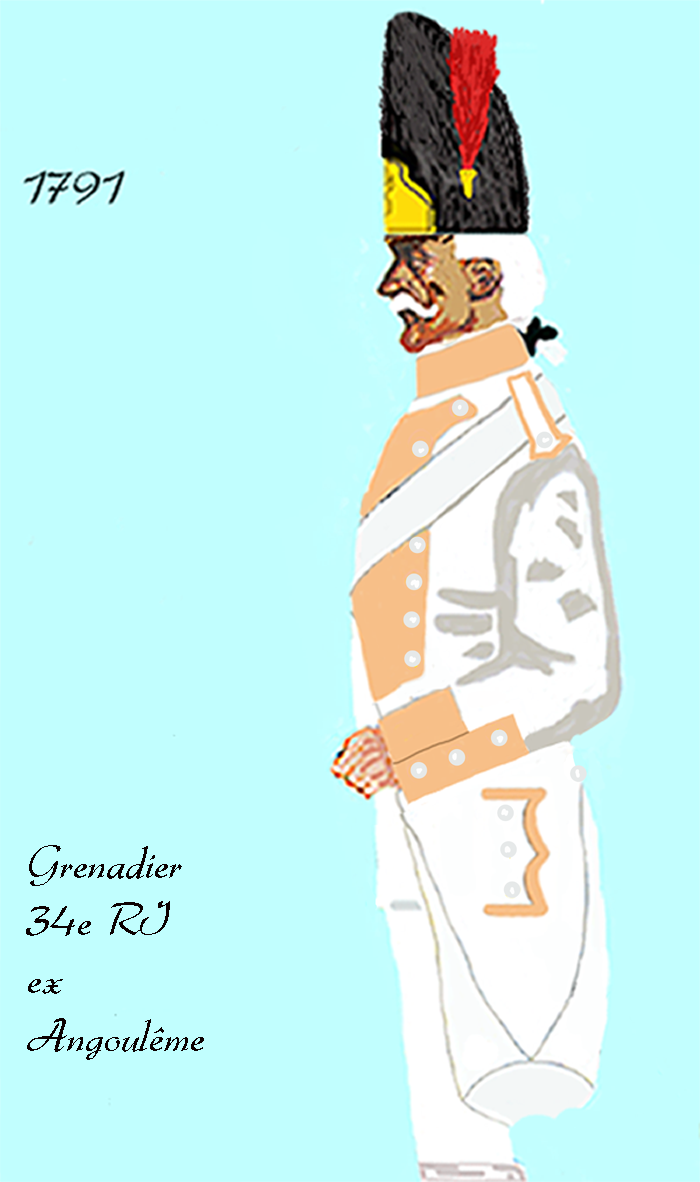
grenadier du 34e régiment d'infanterie de ligne de 1791 à 1795

#### Guerres de la Révolution française
Il reste dans la Basse-Normandie jusqu'en avril 1792, et à cette époque les deux bataillons sont dirigés séparément vers les frontières menacées.
1er bataillon
Le 1er bataillon, après avoir successivement occupé Metz et Saarlouis, est jeté dans Longwy, qui est la première place à laquelle les Prussiens assiègent, et qui capitule le 22 août 1792. Le régiment est accusé de s'être réuni aux bourgeois pour contraindre le commandant à ouvrir ses portes. On a dit aussi qu'il avait fait devant le duc de Brunswick le serment de ne jamais prendre les armes contre le roi de France.
Ce qui est certain, c'est qu'après la capitulation, personne ne voulut recevoir le 1er bataillon; ni à Verdun, ni à Thionville, et que sa conduite est renvoyée à l'examen d'une cour martiale.
Dans la séance du 9 septembre 1792, on lut à l'Assemblée nationale une lettre des soldats du 2e bataillon, qui se plaignaient de ce que le régiment tout entier se trouvait frappé par la réprobation qu'avait méritée le 1er bataillon. Ce 1er bataillon est envoyé à Saint-Malo pour y tenir garnison , et ce ne fut qu'à grand'peine qu'il parvint à se faire recevoir dans cette ville. Des avanies de toute nature tombaient sur lui. Le 1er bataillon de volontaires de la Charente-Inférieure ayant repris le drapeau au combat de Virton, le lui renvoya avec une lettre ironique. Ce bataillon, ne tarda pas à se réhabiliter en déployant la plus grande énergie dans la guerre de Vendée. Le général Canclaux fait l'éloge de sa conduite à l'héroïque défense de Nantes.
Le 1er germinal an III (21 mars 1795), le 1er bataillon du 34e régiment d'infanterie de ligne ci-devant Angoulême est amalgamé avec les 2e bataillon de volontaires de Paris et 11e bataillon de volontaires de la Manche pour former la 67e demi-brigade de première formation.
2e bataillon
Le 2e bataillon s'était rendu, en 1792, à Valenciennes et avait pris part à toutes les opérations de l'armée du Nord. Il est cité de la manière la plus glorieuse dans le rapport de l'affaire du 21 floréal an II (10 mai 1794) dans lequel il y est dit que le 2e bataillon a poussé à l'extrême l'intrépidité. « Coupé avec le 2e bataillon de volontaires des Ardennes dans leur retraite par la cavalerie ennemie, ils se sont fait jour à coups de fusils ». Ce bataillon se distingue encore à la bataille de Hooglede, le 13 juin 1794, où il culbute les dragons autrichiens de La Tour.
A la fin de l'année 1793, le 2e bataillon du 34e régiment d'infanterie de ligne ci-devant Angoulême est amalgamé avec les 2e bataillon de volontaires de Loir-et-Cher, 6e bataillon de volontaires de la Somme, 6e bataillon de volontaires de la formation d'Orléans, 13e bataillon de volontaires des réserves, 25e bataillon de volontaires des réserves pour former la 68e demi-brigade de première formation.

Ainsi disparaît pour toujours le 34e régiment d'infanterie ci-devant Angoulême, partageant le sort de tous ces vieux régiments qui depuis deux siècles avaient défendu si intrépidement la patrie contre toutes les coalitions.